# Joseph Selleny

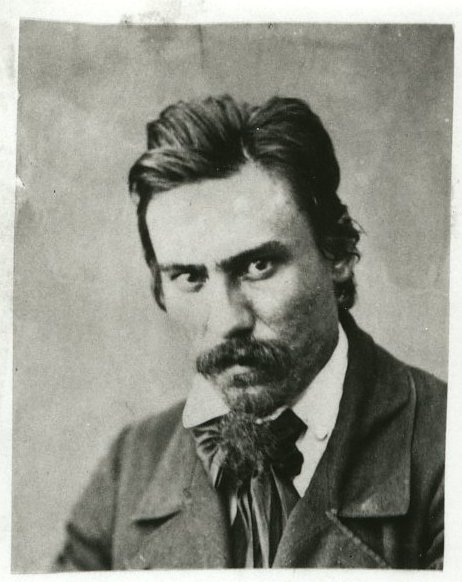
Joseph Selleny, aufgenommen in Sydney, 1858

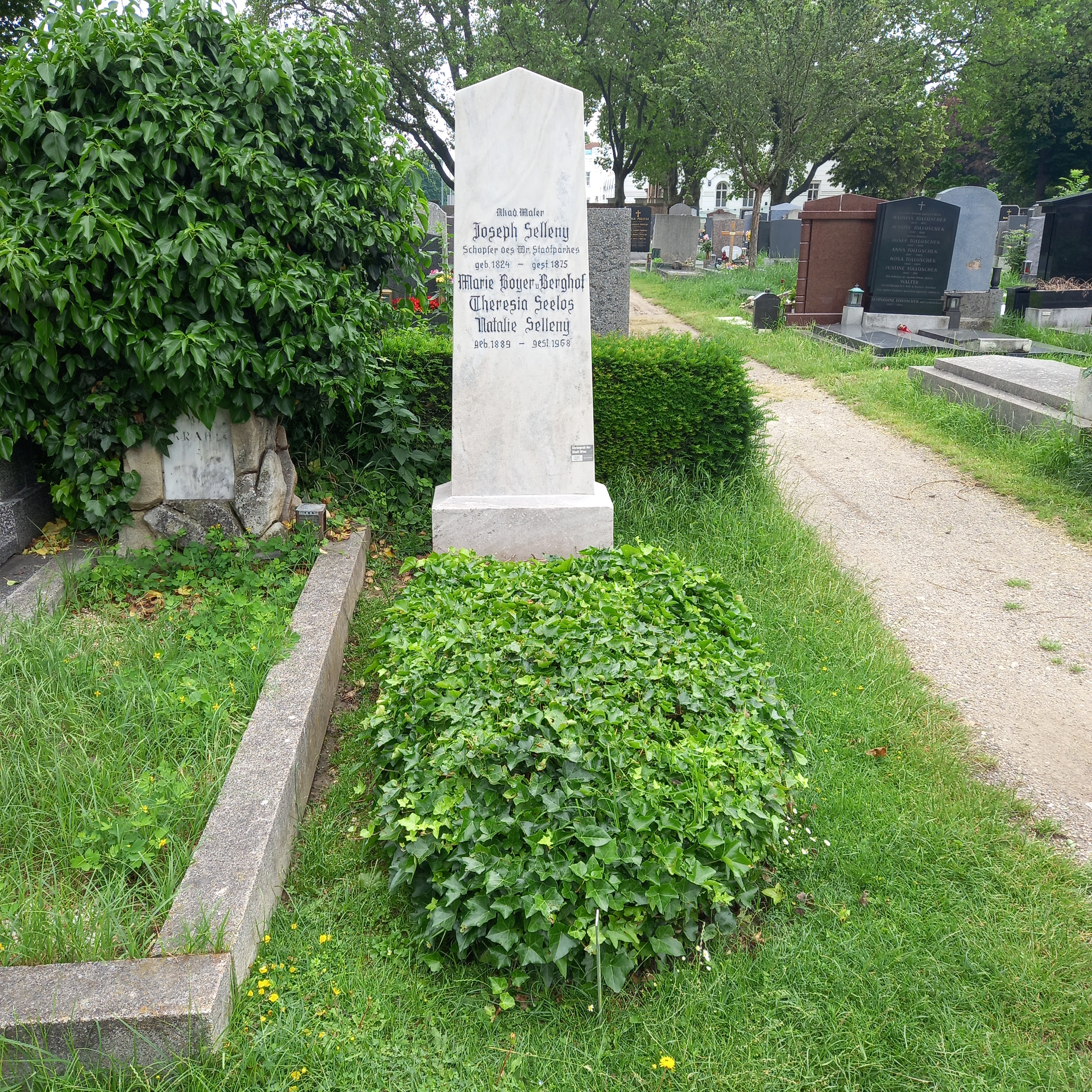
Das Grab von Joseph Selleny im Familiengrab auf dem Zentralfriedhof Wien

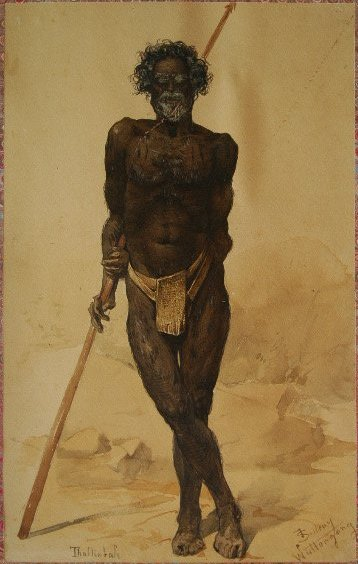
Porträt eines australischen Ureinwohners, 1858

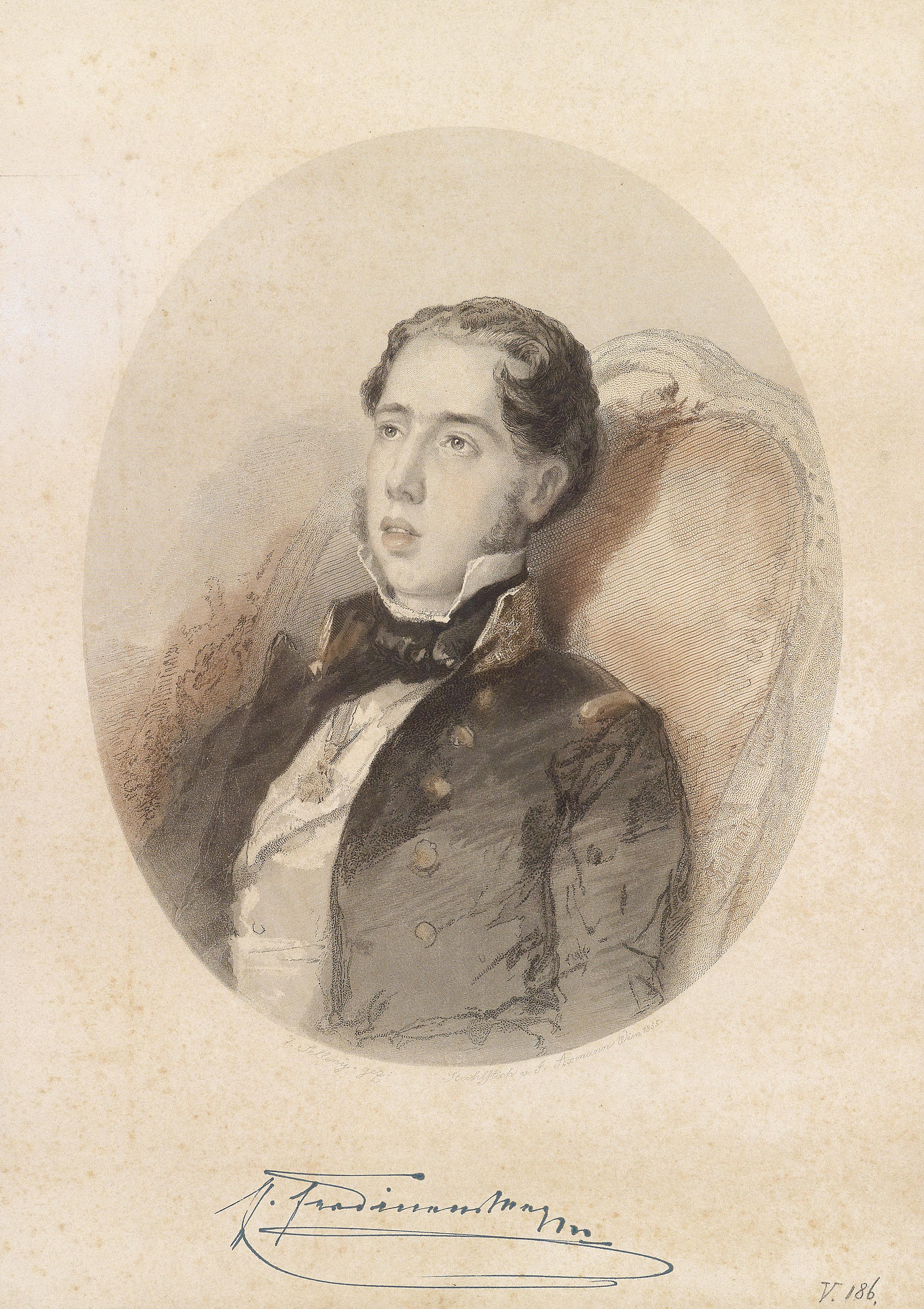
Porträt Erzherzog Ferdinand Maximilian, 1855

Joseph Selleny (auch Seleny oder Sellény; * 2. Februar 1824 in Untermeidling, heute Wien; † 22. Mai 1875 in Wien-Inzersdorf) war ein österreichischer Landschaftsmaler, Aquarellist, Zeichner und Lithograf.

## Leben
Selleny wurde im Haus Untermeidling 34 geboren, heute Schönbrunner Straße 34, fälschlicherweise ist oft Mödling als Geburtsort angegeben. Er studierte an der Wiener Akademie unter Thomas Ender und Franz Steinfeld. Anschließend unternahm er zusammen mit seinem Malerkollegen Eduard Ender eine Studienreise durch Tirol und die Lombardei nach Venedig. Mit einem Stipendium der Wiener Akademie wurde Selleny 1854/55 eine weitere Studienreise nach Rom und Neapel ermöglicht.
Er hatte Bekanntschaft mit dem Bruder des Kaisers, Erzherzog Ferdinand Maximilian, gemacht, der seine Arbeit schätzte und auch förderte. Dieser Verbindung verdankte er seine Teilnahme an der maßgeblich vom Erzherzog vorangetriebenen Novara-Expedition, einer wissenschaftlichen Weltumsegelung. Unter der Leitung von Kommodore Bernhard von Wüllerstorf-Urbair nahm Selleny an der Novara-Expedition teil, die von 30. April 1857 bis 26. August 1859 dauerte; sie begann und endete in Triest.
Sellenys Arbeit trug dabei ganz wesentlich zum großen Erfolg dieses Unternehmens bei: Er malte etwa 2000 Aquarelle, Skizzen, Studien und Entwürfe über die Eindrücke in den einzelnen Stationen und Ländern, die von der Fregatte Novara besucht wurden, und ersetzte gleichsam den Fotografen. Seine eindrucksvollen und lebendigen Bilder bildeten später die Vorlagen für zahlreiche Lithografien für die Illustrationen der Werke zu dieser Reise und wurden in Zeitungen und Magazinen abgebildet.
Seine authentischen Bilder wurden über die außerordentlich erfolgreichen Publikationen zur Novara-Reise einer großen Öffentlichkeit zugänglich. Auch der weitaus größte Teil der 224 Abbildungen im besonders erfolgreichen Buch von Karl von Scherzer basiert auf den Zeichnungen von Selleny. Nach der deutschen Ausgabe erschien in London kurz darauf eine englische Übersetzung (1862), eine weitere dann in italienischer Sprache. Besonders erfolgreich war eine später in zwei Bänden erschienene Ausgabe („Volksausgabe“) dieses frühen Bestsellers, der die Interessen des aufstrebenden Bildungsbürgertums der damaligen Zeit genau traf. Das Buch erreichte insgesamt eine Auflage von 30.000 Stück. Laut der österreichischen Historikerin Renate Basch-Ritter war das Buch das zweiterfolgreichste Werk dieser Art im 19. Jahrhundert, nicht nur in Österreich, sondern im gesamten deutschen Sprachraum (nur Humboldts vielbändiges Werk Kosmos – Entwurf einer physischen Weltbeschreibung war noch erfolgreicher).
Nach der Novara-Expedition begleitete Selleny Erzherzog Ferdinand Maximilian auf dessen Reisen nach und durch Nordafrika, auf die Kapverdischen und Kanarischen Inseln sowie nach Brasilien. Nach dieser Reise ließ sich Selleny als freischaffender Künstler in Wien nieder, wo er zu diesem Zeitpunkt bereits sehr bekannt war. Auch als Gartenarchitekt schuf sich Selleny einen bleibenden Namen, so stammte der Entwurf der Gartenanlage des Wiener Stadtparks (1862) von seiner Hand, darüber hinaus auch jener der Gartenanlage von Schloss Miramare bei Triest, dem Wohnsitz von Erzherzog Maximilian und Charlotte von Belgien.
1873 erhielt Selleny einen weiteren Auftrag der kaiserlichen Familie, so malte er die großen Wandgemälde in der Kaiservilla in Bad Ischl in Oberösterreich.
Der Künstler, der viele Techniken tadellos beherrschte, thematisierte in seinen Bildern mehrheitlich Landschaften; diese entstanden entweder als Aquarelle direkt vor Ort oder im Atelier nach Vorlagen, welche ebenfalls vor Ort entstanden. Gelobt wurde dabei immer wieder „die Unmittelbarkeit der Darstellung“, welche durch gekonnte Farbgebung noch verstärkt wurde. Eher kontrovers diskutiert wurden seine Entwürfe zur Gestaltung der Parkanlagen und Gärten.
Selleny erkrankte und übersiedelte nach Südtirol, wohin sich zu dieser Zeit auch der Kommandant der Novara-Expedition zurückgezogen hatte. Er konnte krankheitsbedingt nicht mehr viele Bilder fertigstellen, malte in Südtirol unter anderem sehr beeindruckende Landschaftsbilder in Öl, zum Beispiel imposante Felslandschaften. Seine Nervenkrankheit zwang ihn zur Rückkehr nach Wien, er wurde in die Nervenheilanstalt Inzersdorf bei Wien aufgenommen, wo er im Alter von 51 Jahren am 22. Mai 1875 verstarb.
Seine letzte Ruhestätte fand Selleny auf dem Wiener Zentralfriedhof (1-2-5) in einem ehrenhalber gewidmeten Grab der Stadt Wien. Auf seinem Grabstein steht die Aufschrift: „Akademischer Maler Joseph Selleny, Schöpfer des Wr. Stadtparks“.
Im zweiten Wiener Gemeindebezirk ist die Sellenygasse nach ihm benannt.

## Erbe und Rezeption
Ein erheblicher Teil der originalen Bilder Sellenys von der Novara-Expedition befinden sich heute in den Sammlungen des Heeresgeschichtlichen Museums in Wien, der Grafischen Sammlung Albertina und der Österreichischen Galerie Belvedere; viele weitere befinden sich in Privatbesitz. Jene zahlreichen Aquarellstudien, welche die einzelnen Stationen seiner Reise auf der SMS Novara authentisch dokumentieren und sich zum überwiegenden Teil im Besitz des Heeresgeschichtlichen Museums befinden, sind zum Teil auch in der Dauerausstellung der Öffentlichkeit zugänglich. Beim Studium dieses Teiles der künstlerischen Hinterlassenschaft Sellenys stellt sich heraus, dass er sich für Küsten- und Insellandschaften, vorwiegend jedoch für die Darstellung von Menschentypen interessiert hatte.
Selleny, der diese Bilder im dienstlichen Auftrag der kaiserlichen Marine gemalt hatte, hatte sie bis zu seinem Lebensende in seinem Eigentum, nach eigener Aussage hätte sie ihm Erzherzog Ferdinand Maximilian als Schenkung überlassen. Ein Rechtsstreit zwischen den Schwestern Sellenys (der kinderlos starb) und der k.u.k. Marinesektion über den Nachlass führte zur Aufteilung der Bilder. Der Anteil, den die Schwestern schließlich erbten, wurde bald darauf verkauft.
In diversen Jubiläumsjahren fanden Ausstellungen und Gedenkfeiern aus Anlass der Novara-Expedition statt, zum 100. Jahrestag gab es 1958 eine große Ausstellung im Museum für Völkerkunde in Wien. Kleinere Ausstellungen und Events, auch zu Unterthemen, fanden immer wieder statt. Im Rahmen der Wiener Festwochen 1967 erschien zum Beispiel ein Katalog zu einer Sonderausstellung mit dem Titel: Ein Meidlinger Maler segelt um die Welt. Joseph Selleny (1824–1859). 110 Jahre Weltumsegelung der Novara (1857–1859).
Die Beschäftigung mit der Novara-Reise hat im Internet-Zeitalter nicht völlig nachgelassen. Die österreichische Galerie Belvedere („Museum Online“) veranstaltete zum Beispiel ein Projekt für Schulkinder, das auf virtuellen Interviews mit dem Künstler Joseph Selleny aufbaute, wobei er unter Einbindung der Selleny-Bildersammlung des Belvedere seine Erfahrungen von der Novara-Weltreise mitteilte.

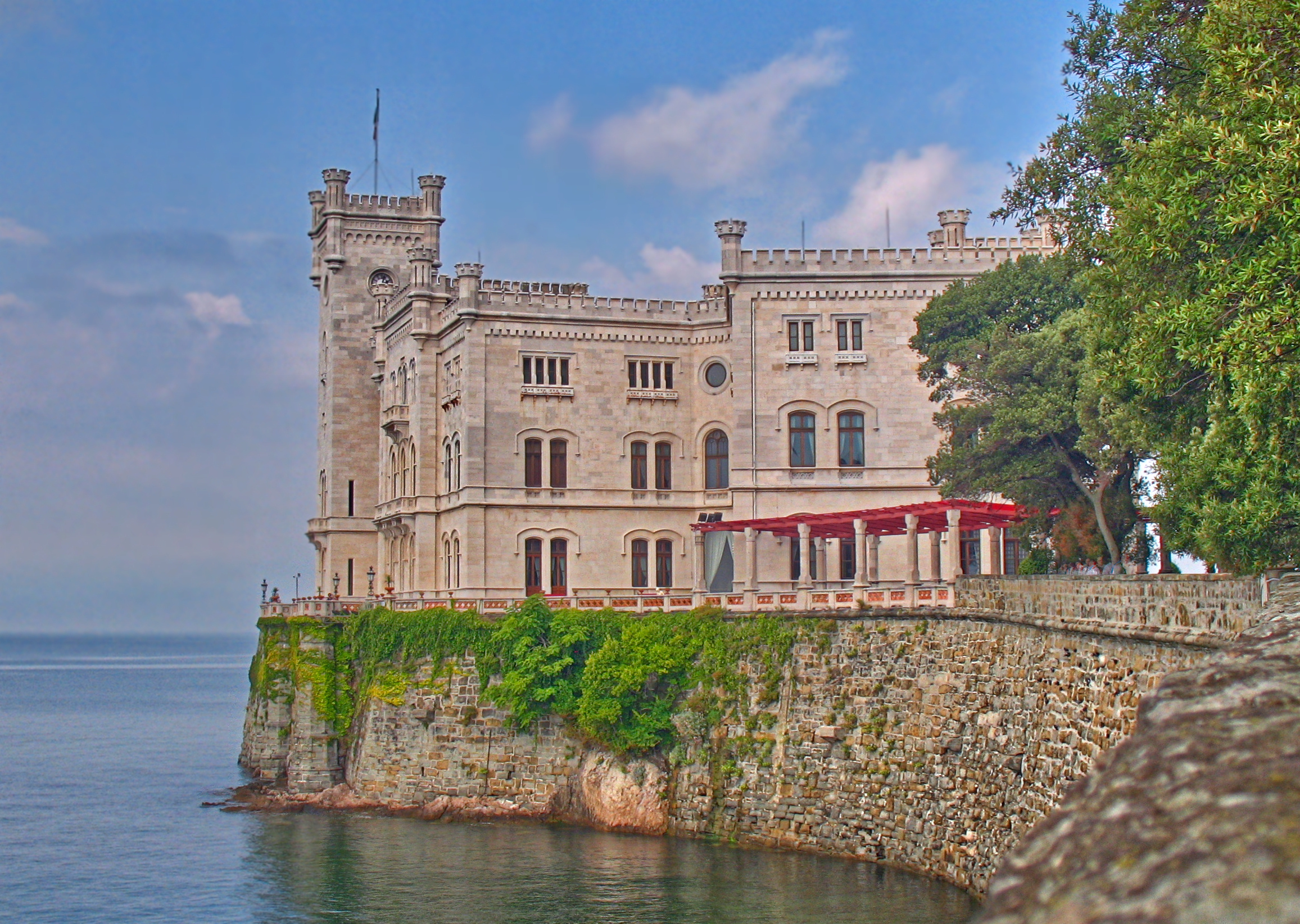
Schloss Miramare

## Werke (Auszug)
- Die Insel St. Paul
- Madeira
- Felsentempel von Mahamalaipur
- Aroideengruppe
- Kap der Guten Hoffnung
- Australischer Urwald